# Henry Portman
Lord William Henry Berkeley Portman, 2e vicomte Portman, (12 juillet 1829 - 16 octobre 1919) est un député libéral britannique.

## Biographie
Il est le fils d'Edward Portman (1er vicomte Portman) et de Lady Emma Lascelles, fille de Henry Lascelles (2e comte de Harewood).
Il est élu au Parlement pour Shaftesbury en 1852, un siège qu'il occupe jusqu'en 1857, et représente le Dorset de 1857 à 1885 . En 1888, il succède à son père et entre à la Chambre des lords.
À la fin du XIXe siècle, les baux de 99 ans sur les propriétés familiales de Londres sont renouvelés, générant un revenu colossal pour Lord Portman de quelque 100 000 £ par an. Avec cette fortune, il charge Richard Norman Shaw de lui construire un nouveau manoir au siège de la famille à Bryanston, Dorset. En 30 ans, cependant, il est vendu à la Bryanston School, qui y est toujours basée. En effet, il est rapidement devenu anachronique et non rentable, même pour une famille aristocratique, d'occuper une maison à une telle échelle, et la famille est également paralysée par les droits de succession lorsque l'héritier du second vicomte et l'héritier de son héritier sont morts en dix ans.

## Famille
Lord William Henry Berkeley Portman épouse Mary Selina Charlotte FitzWilliam, fille de William Charles FitzWilliam, fils de Charles Wentworth-Fitzwilliam (5e comte Fitzwilliam), (1786–1857) et de Lady Selina Charlotte Jenkinson, fille de Charles Jenkinson (3e comte de Liverpool), le 21 juin 1855 .
Ils ont six fils et deux filles:
- Edward William Berkeley Portman (30 juillet 1856-27 avril 1911)[4]. Il s'est marié à Constance Mary Lawley, fille de Beilby Lawley (2e baron Wenlock), sans descendance.
- Walter George Berkeley Portman (2 juin 1858-14 décembre 1865)
- Henry Berkeley Portman, 3e vicomte Portman (16 février 1860-18 janvier 1923)
- Emma Selina Portman (5 avril 1863 - 1er mars 1941)  Elle épouse Ronald Leslie-Melville (11e comte de Leven). Ils ont quatre fils et une fille.
- Claud Berkeley Portman, 4e vicomte Portman (1er novembre 1864 - 6 juin 1929)
- Susan Alice Portman (30 mars 1866-21 août 1933)  Elle épouse Alan William Heber-Percy, petit-fils de l'évêque Hugh Percy par son fils Algernon. Ils ont quatre fils et trois filles.
- Seymour Berkeley Portman, 6e vicomte Portman (19 février 1868-2 novembre 1946)
- Gerald Berkeley Portman, 7e vicomte Portman (23 janvier 1875-3 septembre 1948)  Il épouse Dorothy Marie Isolde Sheffield, fille de Sir Robert Sheffield, 5e baronnet. Ils ont deux fils et une fille, Penolope, qui épouse le brigadier Archer Francis Lawrence Clive, le fils du lieutenant-général Sidney Clive.

La première épouse de Lord Portman est décédée en 1899. En 1908, il se remarie, peu avant son 79e anniversaire, avec Frances Maxwell Buchanan Cuninghame, dont il n'a pas d'enfants. Lord Portman meurt en octobre 1919, à l'âge de 90 ans, et est remplacé dans ses titres par son fils aîné, Henry Berkeley Portman.